# Lenalidomida
La lenalidomida es un medicamento derivado de la talidomida aparecido en el año 2004 y empleado en el tratamiento del mieloma múltiple y la leucemia linfática crónica.

## Indicaciones
Está indicado asociado a dexametasona en el tratamiento del mieloma múltiple en aquellos pacientes a los que no se les puede realizar trasplante de médula ósea y no responden, presentan intolerancia o contraindicaciones a otros medicamentos que se emplean habitualmente en esta enfermedad, como la talidomida.

## Dosis y forma de administración
Se utiliza en forma de comprimidos de 25 mg que se administran una vez al día durante 21 días. Tras un periodo de descanso de 7 días, se repite el ciclo de tratamiento.
Tras su administración alcanza una concentración máxima en sangre en un intervalo medio de una hora y posteriormente se elimina del organismo a través del riñón, por lo cual en caso de insuficiencia renal se deben adoptar precauciones antes de emplearlo.

## Mecanismo de acción
No es totalmente conocido,  inhibe el crecimiento y la proliferación de las células tumorales, posee acción antiangiogénica por lo cual dificulta la formación de nuevos vasos sanguíneos y actúa sobre los mecanismos de respuesta inmune, potenciando la acción de los linfocitos T y  las células killer.

## Eficacia
Se han realizado varios ensayos clínicos con este medicamento en los que se ha comprobado que disminuye la progresión del mieloma múltiple y alarga las expectativas de vida. En uno de los estudios se comprobó que la supervivencia de los pacientes tratados fue del 82 % durante el tiempo del ensayo y solo del 75 % en el grupo control.

## Efectos secundarios
Los efectos secundarios son frecuentes, los principales son:
neutropenia (39%), cansancio (18%), estreñimiento (23%), calambres musculares (20%), anemia (17%),  trombopenia (18%) y diarrea (14%).
También han aparecido algunas complicaciones graves como trombosis venosa, embolismo pulmonar, síndrome de Stevens-Johnson y necrólisis epidérmica tóxica.
Se cree que puede provocar malformaciones fetales, debido a su similitud con la talidomida, por lo cual no se debe administrar a mujeres embarazadas y se recomienda evitar el embarazo desde el mes previo al inicio del tratamiento hasta 4 semanas después de su finalización.